# 吴拉姆·穆斯塔法·贾托伊
吴拉姆·穆斯塔法·‘优素福’·贾托伊（1931年8月14日—2009年11月20日）是一名巴基斯坦政治家，从1990年8月6日至1990年11月6日担任巴基斯坦总理（看守政府）三个月。加托是一名蘇菲派的穆里希德。

## 早年生活
吴拉姆·穆斯塔法·贾托伊出生在英屬印度孟買管轄區的訥瓦布沙阿縣。 他是四兄弟中的老大，他的祖父伊曼·布什汗·加托是1923年、1927年和1931年孟買立法議會的成員。 當時只有四名成員代表整個信德省。
他的父親古蘭·拉蘇·加托在1946年和1952年兩次擔任信德省立法議會成員，之後在西巴基斯坦設立了一個組織。
贾托伊早年在卡拉奇接受教育，並通過了劍橋大學四年級的考試。 1952年，他去英國攻讀律師，但由於父親的重病，他不得不在一年內回國。
贾托伊先生是一位非常活躍的政治領袖。 他和佐勒菲卡爾·阿里·布托是巴基斯坦人民黨的創始成員之一。 他是布托最親密的親信之一，直到1979年布托被處決。 他一直與巴基斯坦人民黨保持聯系，直到1986年，他組建了自己的政黨——國家人民黨，並以耕耘機為標誌，成為擁有自己政黨的巴基斯坦政治領導人之一。

## 政治生涯
贾托伊於1956年當選西巴基斯坦第一届省議會議員。 1952年，他還擔任訥瓦布沙阿縣地區委員會主席，是南亞地區最年輕的地區委員會主席。
1967年，贾托伊與佐勒菲卡爾·阿里·布托等政治家創建了巴基斯坦人民黨。
1962年、1965年、1970年、1989年、1990年、1993年和1997年，他被選入巴基斯坦國民議會。 1973年和1977年，他還被選入信德省議會。
他在以時任巴基斯坦總理佐勒菲卡爾·阿里·布托為首的聯邦政府中擔任政治事務、港口和航運、通信、石油和自然資源、資訊技術、鐵路和電信投資等部長職位。 1973年，他當選為信德省首席部長，任職至1977年。 他是巴基斯坦誕生以來任職時間最長的信德省部長。 在齊亞·哈克將軍實施戒嚴之後，他仍然與恢復民主運動（MRD）有聯系。 1983年和1985年，他兩次被捕。
後來，他成立了巴基斯坦國家人民黨。 來自全國各地的一些政治重量級人物加入了由他擔任主席的全國人民黨。 其中包括古蘭·穆斯達法·卡爾、哈尼夫·拉邁、查密·拉扎·吉拉尼和卡末·阿茲化。 由於當時人民黨的聲望下降，該黨準備了一份有吸引力的宣言，預計該黨將獲得聲望。
當時由穆罕默德·汗·居內久等人領導的9個政黨，在各種平臺上爭奪1988年的選舉。巴基斯坦人民黨以微弱多數贏得了這場比賽。

## 臨時總理
他是1988年成立的Islami Jamhoori Ittehad（IJI）的創始人兼總裁。 1989年，贾托伊在補選中當選為國民議會議員。 他隨後於1989年在國民議會當選為聯合反對黨領袖。
贾托伊先生被任命為總理，此前，時任巴基斯坦總統吳拉姆·伊沙克·汗以腐敗和無能指控罷免了貝娜齊爾·布托政府。 為了抗議時任總理的納瓦茲·謝里夫的專制傾向，加托先生與布托領導的反對派聯手發起了反對謝裡夫政府的運動，導致謝里夫於1993年被罷免。
國家人民黨參加了1993年的選舉，後來作為聯盟夥伴加入了貝娜齊爾·布托政府，直到1996年政府被人民黨籍總統法魯克·萊加里罷免。 在2002年大選中，全國人民黨是由他主持的一個名為“全國聯盟”的新團體的主要合作夥伴。 在當年全國聯盟贏得了國民議會16個席位、信德省議會16個席位和3個參議院席位。

## 家庭
在2008年巴基斯坦大選中，他的兒子古蘭·慕塔扎汗·加托在全國人民黨的旗幟下贏得了NA-211選區的選舉，擊敗了人民黨候選人。在2002年，他的兒子阿都嘉化汗·加托以全國聯盟的候選人名義贏得了席位成為議員。 他的另一個兒子阿里夫·慕斯達法·加托（前糧食和農業部長）贏得PS-19，另一個孩子曼梳·加托贏得PS-23選區，這兩個席位都是省級議會席位。 最小的兒子阿里夫慕斯達法這創造了一個記錄，他的四個兒子同時出席所有三個立法委員會委員，即省議會、國民議會和參議院。

## 晚年
吴拉姆·穆斯塔法·贾托伊於2009年11月5日在倫敦病逝，享年78歲。他的骨灰被運回到他的故鄉安葬。

## 個人軼事
由於他與蘇聯領導人斯大林在外貌上有點相似度，因此有時候他們會被拿出來作比較。贾托伊也有了一個‘优素福’（Joseph）的暱稱。